# Travers Twiss

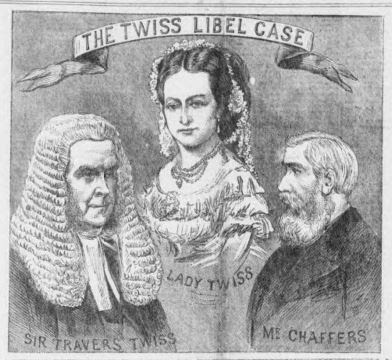
Il·lustració de Travers Twiss (a l'esquerra de la imatge).

Travers Twiss, nascut el 19 de març de 1809 a Londres, mort el 14 de gener de 1897, a Londres, fou un advocat britànic.
Twiss va ser triat en 1838 membre de la Royal Society. Va ser professor d'economia a la Universitat d'Oxford des de 1842 fins a 1847, va ensenyar dret internacional en el King's College de Londres de 1852 a 1855 i després en dret civil a Oxford. A part d'aixó, va exercir com a advocat, amb una extensa pràctica en tribunals eclesiàstics, entre altres va ser vicari general de l'arquebisbe de Canterbury en 1852, Canceller de la diòcesi de Londres el 1858 i Advocat General de la Reina el 1867, i va ser nomenat cavaller el mateix any. Per motius familiars, va deixar totes les seves tasques el 1872 i es va dedicar a treballs científics, especialment a estudis de dret. Paral·lelament, va ostentar la Vicepresidència de L'institut de droit internationel (nomenat el 1872) i de la Association for the reform and codification of the law of nations (nomenat el 1873).
A petició del rei Leopold II de Bèlgica Twiss va participar el 1884 en la Constitució de l'Estat Lliure del Congo i com a membre de la delegació de Gran Bretanya en la Conferència del Congo de Berlín els anys 1884-1885.
Va fer una edició del Black Book of the Admiralty (Black Book of the Admiralty) basada en un manuscrit de mitjans del segle xv.